# Cavo audio
Il cavo audio è un cavo elettrico utilizzato per il collegamento di dispositivi audio, permettendo così al segnale audio proveniente  da una sorgente audio di essere riprodotto nell'ambiente circostante.
Esistono due differenti categorie di cavo audio: di potenza e di segnale. I cavi di segnale possono inoltre essere per segnali analogici o digitali.

## La qualità
Sebbene anche tra le comunità degli audiofili emergano critiche verso i cavi di altissima qualità e costo, molti di loro ne fanno uso affermando di percepire udibilmente apprezzabili differenze. Secondo costoro, i cavi presentano determinate caratteristiche all'ascolto, che si confermano al variare dell'impianto Hi-Fi utilizzato. Essi affermano che alcuni cavi evidenziano la gamma bassa oppure quella alta, donano alla riproduzione audio una tonalità "calda" o "fredda", incrementano la scena musicale in ampiezza o in profondità, danno una sensazione di "pulizia" o "trasparenza", eccetera. Molti di questi audiofili affermano di poter sfruttare queste ipotetiche proprietà per correggere, minimizzare o enfatizzare le caratteristiche del suono prodotto delle loro catene audio, adattandole secondo le proprie esigenze di ascolto, tanto che non è infrequente sentire parlare di “suono dei cavi”. La loro teoria, in altre parole, è che i cavi si comportino elettricamente da equalizzatori, e che il loro effetto sia udibile.
I detrattori di queste teorie affermano che in realtà i cavi si limitano a trasferire passivamente dei segnali elettrici da un componente all'altro dell'impianto Hi-Fi, pertanto la loro bontà non si estrinseca nel “suonare” quanto piuttosto nell'alterare il meno possibile il segnale trasferito. Partendo da questo assunto, si può coerentemente concludere che, al fine di ottimizzare le prestazioni di un buon impianto Hi-Fi, è sempre consigliabile utilizzare dei validi cavi, non necessariamente costosi, ma aventi caratteristiche adeguate alla loro funzione, sia dal punto di vista elettrico che meccanico, e il più possibile corti.
I produttori dei cavi di alta qualità, per promuovere i loro prodotti e giustificarne i costi di diversi ordini di grandezza superiori ai cavi generici, pongono l'attenzione su una serie di caratteristiche quali il grado di purezza del conduttore, l'esoticità dei materiali impiegati per conduttore ed isolante, la presenza nel cavo di filtri passivi, l'isolamento di ogni singolo filo conduttore del trefolo, eccetera. Vengono anche pubblicizzate affermazioni difficilmente riscontrabili come la direzionalità, ovvero la supposta capacità del cavo di avere migliori prestazioni se collegato in un verso piuttosto che nell'altro.
Il conduttore elettrico maggiormente impiegato nella costruzione dei cavi audio è il rame, ma esistono anche cavi con conduttore in alluminio, argento, in fibra di carbonio, cavi ibridi, e, relativamente ai cavi ottici per l'audio digitale, in materiale plastico o fibra di vetro.

## Cavo di potenza
Il cavo di potenza è quello che connette l'amplificatore ai diffusori acustici. Dovendo veicolare portate di corrente non trascurabili, il cavo di potenza ha normalmente diametri maggiori rispetto ai cavi di segnale, in quanto deve prevedere una sezione di conduttore adeguata per evitare di dissipare troppa potenza sotto forma di riscaldamento per effetto Joule o, peggio, sotto forma di caduta di tensione lungo il conduttore. Quindi maggiore è la potenza dell'impianto di amplificazione, maggiore dev'essere la sezione conduttiva del cavo.
In base all'interfaccia fornita dall'amplificatore e dai diffusori, può essere lasciato "a nudo" con le guaine spelate alle estremità in modo da poter inserire i conduttori in appositi morsetti, o terminato con connettori Speakon, spinotti a banana, connettori Jack eccetera. È molto importante che sia rispettata la polarità del segnale audio, ovvero che le uscite dell'amplificatore (polo positivo e polo negativo) vengano collegate ai rispettivi ingressi dei diffusori acustici; altrimenti si assisterebbe al fenomeno dello "sfasamento" dell'altoparlante, vale a dire l'inversione del segnale sinusoidale. Tipicamente, i cavi di potenza identificano i poli colorando differentemente le guaine o il materiale conduttore stesso.
La tecnica costruttiva di questi cavi può variare dalla semplice piattina alle già citate “trecce multifilari”, ma non è rara da parte dei produttori l'esplorazione di soluzioni complesse e costose, come il ricorso a filtri, materiali innovativi o configurazioni alternative.

## Cavo di segnale
Il cavo di segnale serve a trasportare il segnale audio dalla sorgente (cioè il lettore CD, il giradischi, ecc.) all'amplificatore stereo integrato oppure, nel caso di impianti più raffinati, al preamplificatore e da questo al finale di potenza. A differenza del cavo di potenza, le correnti elettriche veicolate da questo cavo sono generalmente trascurabili, per cui il diametro del cavo può essere anche molto ridotto. Come detto sopra il cavo di segnale si può dividere in base alla natura di segnale che trasmette: analogico o digitale.

### Cavo di segnale analogico
Il tipico cavo di segnale stereo analogico è composto da una coppia di cavi coassiali in rame contenuti in un'unica guaina, è terminato con appositi spinotti RCA contraddistinti dal colore rosso per il canale destro e bianco o nero per il canale sinistro, o da un unico connettore Jack per lato.
Poiché il segnale trasportato può essere molto debole (tensioni dell'ordine del volt e impedenze di diverse migliaia di ohm), il cavo di segnale è realizzato in modo da preservare l'integrità del segnale evitando che interferenze esterne possano degradarlo o introdurvi del rumore. Per questo motivo, come detto, la tipologia costruttiva generalmente adottata per i cavi di segnale è quella coassiale in cui il conduttore centrale, rappresentante il polo positivo, viene circondato da un tubo isolante a sua volta racchiuso in una calza conduttiva rappresentante la massa che, fungendo da Gabbia di Faraday, protegge il conduttore centrale dalle interferenze esterne.
Ove sia richiesta maggiore immunità ai disturbi, per esempio per collegamenti molto lunghi, in ambienti elettromagneticamente rumorosi o in presenza di segnali particolarmente deboli (ad esempio quelli dei microfoni), si preferisce utilizzare una linea bilanciata in cui il segnale è trasmesso per differenza di tensione tra due poli simili. Questo tipo di connessione richiede supporti totalmente differenti, ovvero cavi schermati a coppia intrecciata e connettori appositi, ad esempio i connettori XLR dotati di 3 poli per canale.

### Cavo di segnale digitale
Il cavo digitale è appositamente studiato per trasportare segnale audio digitale, ovvero in formato numerico, ed esiste di due diversi tipi: elettrico o ottico.
A differenza di tutte le altre tipologie di cavo, un cavo digitale è in grado di trasferire segnali relativi a più canali contemporaneamente tramite multiplazione. Pertanto, una connessione tra due dispositivi è solitamente effettuata con un unico cavo digitale. Il protocollo di comunicazione più utilizzato nella trasmissione audio digitale Hi-Fi è lo S/PDIF, utilizzato indifferentemente per le connessioni ottiche ed elettriche.
La connessione elettrica avviene tramite una linea coassiale con impedenza caratteristica di 75 ohm, terminata tipicamente con connettori RCA. Nonostante spesso i terminali di un cavo coassiale per audio digitale e uno per trasmissione audio analogica siano identici, l'esigenza di un cavo a impedenza controllata rende sconsigliabile l'utilizzo di un tipo di cavo per l'altro tipo di trasmissione. Ricade in questo tipo di trasmissione digitale anche il segnale audio trasmesso attraverso l'interfaccia HDMI usata per collegare dispositivi audio/video, ad esempio un lettore Blu-ray o una console di gioco ad un televisore.
La connessione ottica avviene tramite una fibra ottica, che veicola un segnale luminoso modulato emesso da un LED posto nell'apparecchio trasmittente ad un sensore nel ricevitore. Lo standard più utilizzato per questo tipo di cavi è il TOSLINK. Il vantaggio della connessione ottica rispetto a quella elettrica è una pressoché completa immunità ai disturbi elettromagnetici, che la rende idonea all'uso in ambienti disturbati evitando così problemi di comunicazione o malfunzionamenti. Gli svantaggi sono un costo maggiore, sia per il cavo che per le apparecchiature, e una maggiore fragilità del cavo stesso.
Se per la cavetteria analogica esistono delle perplessità fra gli appassionati circa i benefici di cavi di altissima qualità e prezzo, nei cavi digitali le polemiche si acuiscono. I detrattori sostengono che, una volta garantita una trasmissione digitale corretta tra sorgente e utilizzatore del segnale, le caratteristiche del cavo sono ininfluenti ai fini della qualità della riproduzione poiché il contenuto informatico del segnale, ovvero i dati trasmessi tra i dispositivi, non sono alterati in alcun modo dalle caratteristiche del cavo.